# 晴れ、ときどき殺人 (曲)
「晴れ、ときどき殺人」（はれ、ときどきキル・ミー）は、渡辺典子の2作目のシングル曲で、1984年4月21日に発売された。発売元は日本コロムビア。

## 解説
同年5月に公開された東映映画『晴れ、ときどき殺人』で、渡辺は初めて主演女優を務め、同映画の主題歌も担当した。ただし、主題歌の題名および歌詞で「殺人」のところは「キル・ミー（Kill Me）」と読む。
オリコンチャートでは、週間最高11位で売上数は15.8万枚を記録、デビュー・シングルの『花の色/少年ケニヤ』次ぐヒット曲となった。
日本テレビ系列『ザ・トップテン』では、3週連続で第9位にランクインされた（同番組には初登場時のみステージ出演し、ほか2週間は生中継で歌唱披露）。

## 収録曲
1. 晴れ、ときどき殺人
  - 作詞：阿木燿子、作曲：宇崎竜童、編曲：萩田光雄
  - 東映映画『晴れ、ときどき殺人』主題歌
2. 星座の旅
  - 作詞：阿木燿子、作曲：宇崎竜童、編曲：武部聡志